# Erzbistum Madras-Mylapore
Das Erzbistum Madras-Mylapore oder Erzbistum Chennai-Meliapor (lateinisch Archidioecesis Madraspolitanus et Meliaporensis) ist eine Erzdiözese der römisch-katholischen Kirche in Indien im Bundesstaat Tamil Nadu mit dem Bischofssitz Chennai.
Die Kathedrale des Bistums ist die St. Thomas Basilica im Stadtteil Mylapore. Das Erzbistum Madras-Mylapore umfasst die Stadt Chennai sowie den Distrikt Tiruvallur von Tamil Nadu.

## Geschichte
Vorläufer des heutigen Erzbistums Madras-Mylapore ist das 1642 aus dem Bistum São Tomé von Meliapore heraus gegründete Apostolische Vikariat Fort St. George. 1832 wurde es in Apostolisches Vikariat Madras umbenannt. Am 17. Februar 1845 gab das Apostolische Vikariat Teile seines Territoriums zur Gründung der Apostolischen Vikariate Hyderabad und Vizagapatam ab. Die Aufstufung zum Erzbistum fand am 1. September 1886 statt. 1928 gab das Erzbistum Teile seines Territoriums zur Gründung der Mission sui juris Bellary und des Bistums Nellore ab. Die Erzdiözese Madras-Mylapore entstand am 13. November 1952 durch Vereinigung des Erzbistums Madras mit der Diözese São Tomé von Meliapore (errichtet am 9. Januar 1606); gleichzeitig wurden Gebiete abgegeben zur Gründung der Bistümer Vellore und Tanjore. Am 19. Juli 2002 wurden Teile des Diözesangebietes an das neu geschaffene Bistum Chingleput abgegeben.

## Kirchenprovinz
| Diözese                   | Katholiken | Einw., ges. |
| ------------------------- | ---------- | ----------- |
| Erzbistum Madras-Mylapore | 00343.103  | 006.984.614 |
| Bistum Chingleput         | 00133.897  | 002.949.000 |
| Bistum Coimbatore         | 00223.294  | 001.243.059 |
| Bistum Ootacamund         | 00086.310  | 001.495.000 |
| Bistum Vellore            | 00156.530  | 009.729.200 |

## Ordinarien

### Apostolische Vikare
- Daniel O’Connell, OSA (1835–1840)
- Patrick Joseph Carew (1840–1842)
- John Fennelly (1842–1868)
- Stephen Fennelly (1868–1880)
- Joseph Colgan (1882–1886)

### Erzbischöfe
- Joseph Colgan (1886–1911)
- John Aelen, MHM (1911–1928)
- Eugène Mederlet SDB (1928–1934)
- Louis Mathias SDB (1935–1965)
- Anthony Rayappa Arulappa (1966–1987)
- Casimir Gnanadickam SJ (1987–1993)
- James Masilamony Arul Das (1994–2004)
- Malayappan Chinnappa SDB (2005–2012)
- George Antonysamy, seit 2012